# Chorinea licursis
Chorinea licursis är en fjärilsart som beskrevs av Fabricius 1775. Chorinea licursis ingår i släktet Chorinea och familjen Riodinidae. Inga underarter finns listade i Catalogue of Life.